# Rudolf Koch-Erpach
Rudolf Koch-Erpach, nemški general, * 9. april 1886, † 27. november 1971.